# はるかぜ日和
『はるかぜ日和』（はるかぜびより）は、来瀬ナオによる日本の漫画作品。竹書房のウェブコミック配信サイト『まんがライフWIN』にて2009年10月12日から2011年5月29日まで連載された。全20話、単行本は全2巻。

## 解説
基本的に1話10ページで、各ページにタイトルが付くいわゆる1ページ漫画であるが、『まんがライフMOMO』にゲスト掲載された時は4コマ形式だった。

## 概要
彼氏彼女として付き合うようになった中学生カップル2人の初々しいやり取り（デートやプレゼントなど）や、友人たちとの学校生活が主に描かれている。

## キャラクター
村上 太郎（むらかみ たろう）
主人公。物語は彼がヒロインの森下吏南に告白したところから始まっている。とにかく元気で活発な性格。彼女である吏南を振り回しているようで、きちんと本人の様子も気遣った行動を取るといった紳士的な一面も持つ。ニンジンが苦手。
森下 吏南（もりした りな）
ヒロインであり、太郎の彼女。太郎とは正反対に冷静沈着な性格。緑色をこよなく愛している。とりわけイグアナの緑色が好きで、イグアナグッズを数多く所有している。授業中のみ眼鏡をかける。ホイップクリームが苦手。
笹山 みのり（ささやま みのり）
吏南の親友。明るくお茶目な性格で、髪型はツインテール。太郎と吏南のカップルを友人として微笑ましく見守っている。
曽根崎 裕景（そねざき ひろかげ）
太郎の親友。暴走しがちな太郎を諌めている。眼鏡をかけている。時折損な役回りを務めることがある苦労人。

## 単行本
1. 2010年7月27日発売 ISBN 978-4-8124-7425-9
2. 2011年7月07日発売 ISBN 978-4-8124-7612-3